# 1988 (Rockon Social Clubのアルバム)
『1988』（イチキュウハチハチ）は、2022年に復活をした男闘呼組のメンバーを中心とした、寺岡呼人プロデュースによるRockon Social Clubの1枚目のオリジナル・アルバム。

## 概要
本アルバムは、実質的に30年ぶりに男闘呼組の全メンバーが参加した作品となっている。アートディレクターは信藤三雄が務めた。
4曲目の「パズル」は、もともと成田昭次がソロ曲として発表した楽曲であり、29年ぶりに復活と音楽番組への出演を果たした、2022年7月16日放送のTBS系『音楽の日 2022』と、同年12月30日に放送の『第64回 輝く!日本レコード大賞』で歌唱された。本作はRockon Social Club名義で初めて音源化した楽曲で、シングルカットとして2023年2月24日に先行配信が開始された。
10曲目の「遥か未来の君へ」は呉工業「KURE 5-56」CMソングとなっていて、2月17日からシングルカットとして先行配信が開始された。また、6曲目の「翼をもがれた野郎ども」は3月8日から、3曲目の「Rolling Thunder Baby」は3月17日からそれぞれシングルカットとして配信が開始されている。

## 収録曲
1. Rockon Social Club（1:23）
  - 作詞・作曲・編曲：寺岡呼人
2. Foxy Lady（3:46）
  - 作詞・作曲・編曲：寺岡呼人
3. Rolling Thunder Baby（3:41）
  - 作詞・編曲：寺岡呼人　作曲：寺岡呼人&成田昭次
4. パズル（4:33）
  - 作詞・作曲・編曲：寺岡呼人
5. ただいま（3:19）
  - 作詞・作曲：寺岡呼人　コーラス・アレンジ：町支寛二
6. 翼をもがれた野郎ども（3:46）
  - 作詞・作曲・編曲：寺岡呼人
7. ヨッテタカッテ（4:10）
  - 作詞・編曲：寺岡呼人　作曲：寺岡呼人&成田昭次
8. Love Again（4:33）
  - 作詞：寺岡呼人&西野蒟蒻　作曲：寺岡呼人&成田昭次　編曲：寺岡呼人
9. Te querrá mucho（3:22）
  - 作詞・作曲・編曲：寺岡呼人
  - 高橋和也ソロ
10. 遥か未来の君へ（5:21）
  - 作詞・作曲・編曲：寺岡呼人
  - KURE 5-56 CM ソング

## 参加ミュージシャン
- 成田昭次（ボーカル・ギター）
- 高橋和也（ボーカル・ベース）
- 岡本健一（ボーカル・ギター）
- 前田耕陽（ボーカル・キーボード）
- 青山英樹（ドラムス）
- 寺岡呼人（プロデュース・ギター・ベース）